# Verulàmium
Verulàmium o Verolàmium (en grec antic Οὐρολάνιον) era la ciutat principal i la capital del poble dels catieuclans a Britànnia a la via entre Londínium a Lindum i a Eboràcum (York), segons diu l'Itinerari d'Antoní.
Probablement va ser la residència de Cassivelaune, i va ser ocupada per Juli Cèsar. Més tard va ser un important municipi romà, segons diu Tàcit. Avui dia es diu Old Verulam (abreviació de Verulamium), i està prop de Saint Albans, al Hertfordshire. La seva abadia està feta amb les pedres de l'antiga ciutat.